# Eberswalde
Eberswalde (pronunciación en alemán: /eːbɐsˈvaldə/ⓘ) es un municipio del distrito de Barnim, en Brandeburgo, Alemania. Posee siete barrios y tiene un área de 58,17 km². Se encuentra en el centro del distrito, siendo una de las ciudades más importantes de este.

## Demografía
- Desarrollo de la población en los actuales límites (línea azul: habitantes — línea de puntos: comparación con el desarrollo de Brandeburgo; fondo gris: período del gobierno nacionalsocialista — fondo rojo: época comunista).
- Tendencias actuales (línea azul) y previsiones de la población.

Las fuentes de datos se pueden encontrar en detalle en Wikimedia Commons.